# 東大阪市立加納小学校
東大阪市立加納小学校（ひがしおおさかしりつ かのうしょうがっこう）は、大阪府東大阪市加納三丁目にある公立小学校。
東大阪市立北宮小学校より分離し、1977年に開校した。

## 沿革
- 1977年 - 創立
- 1983年 - プール完成。

## 通学区域
- 東大阪市 加納1～8丁目

卒業生は東大阪市立盾津東中学校に進学する。

## 著名な出身者
- 三原勇希 モデル・グラビアアイドル

## 交通
- 近鉄奈良線 若江岩田駅より 近鉄バス 朋来住宅バス停下車東へ400ｍ。
- 近鉄けいはんな線 吉田駅下車北へ徒歩20分
- JR学研都市線 住道駅下車南へ徒歩20分